# ATCC 1995
ATCC 1995 vanns av John Bowe och Ford.

## Delsegrare
| Bana           | Vinnare       | Märke  | Tvåa          | Märke  | Trea          | Märke  |
| -------------- | ------------- | ------ | ------------- | ------ | ------------- | ------ |
| Sandown        | Larry Perkins | Holden | John Bowe     | Ford   | Wayne Gardner | Holden |
| Symmons Plains | John Bowe     | Ford   | Peter Brock   | Holden | Tomáš Mezera  | Holden |
| Bathurst       | John Bowe     | Ford   | Larry Perkins | Holden | Mark Skaife   | Holden |
| Phillip Island | Glenn Seton   | Ford   | Peter Brock   | Holden | Alan Jones    | Ford   |
| Lakeside       | Glenn Seton   | Ford   | John Bowe     | Ford   | Peter Brock   | Holden |
| Winton         | John Bowe     | Ford   | Glenn Seton   | Ford   | Peter Brock   | Holden |
| Eastern Creek  | Mark Skaife   | Holden | Peter Brock   | Holden | Alan Jones    | Ford   |
| Mallala        | Glenn Seton   | Ford   | Peter         | Holden | John Bowe     | Ford   |
| Barbagallo     | Glenn Seton   | Ford   | Peter Brock   | Holden | Larry Perkins | Holden |
| Oran Park      | John Bowe     | Ford   | Glenn Seton   | Ford   | Peter Brock   | Holden |

## Slutställning
| Plats | Förare        | Märke  | Poäng |
| ----- | ------------- | ------ | ----- |
| 1     | John Bowe     | Ford   | 314   |
| 2     | Glenn Seton   | Ford   | 287   |
| 3     | Peter Brock   | Holden | 283   |
| 4     | Larry Perkins | Holden | 178   |
| 5     | Tomáš Mezera  | Holden | 163   |
| 6     | Mark Skaife   | Holden | 145   |
| 7     | Dick Johnson  | Ford   | 135   |
| 8     | Alan Jones    | Ford   | 133   |
| 9     | Wayne Gardner | Holden | 87.5  |
| 10    | Neil Crompton | Holden | 76    |